# Arnold Pihlak
Arnold Pihlak (Tallinn, 17 luglio 1902 – Bradford, 24 luglio 1982) è stato un calciatore estone, di ruolo centrocampista.

## Carriera

### Club
Ha sempre giocato nel campionato estone.

### Nazionale
Con la Nazionale ha partecipato alle Olimpiadi nel 1924.

## Palmarès

### Club

#### Competizioni nazionali
- Campionato estone: 1

Kalev Tallinn: 1923
- Coppa d'Estonia: 2

TJK: 1926, 1928

### Nazionale
- Coppa del Baltico: 1

1929